# Дюденбюттель
Дюденбюттель (нем. Düdenbüttel) — община в Германии, в земле Нижняя Саксония.
Входит в состав района Штаде. Подчиняется управлению Химмельпфортен. Население составляет 948 человек (на 31 декабря 2010 года). Занимает площадь 10,18 км².